# Brandenburgia (kraina historyczna)
Brandenburgia (niem. Brandenburg, dolnołuż. Bramborska, górnołuż. Braniborska, cz. Braniborsko) – kraina historyczna, położona między Odrą a Łabą.
Obszar regionu jest tożsamy z Marchią Brandenburską – państwem, istniejącym w latach 1157–1618.

## Nazwa
Nazwa Brandenburgia pochodzi od niemieckiej nazwy stolicy słowiańskiego plemienia Stodoran – Brenny (niem. Brandenburg), która została zdobyta w 1157 przez Albrechta Niedźwiedzia.

## Położenie
Region ten obecnie znajduje się w granicach dwóch państw:
- Niemiec – w kraju związkowym Brandenburgia, Saksonii-Anhalt oraz w niewielkich częściach w Mekleburgii-Pomorzu Przednim,
- Polski – w województwie lubuskim i zachodniopomorskim.

## Podział na regiony

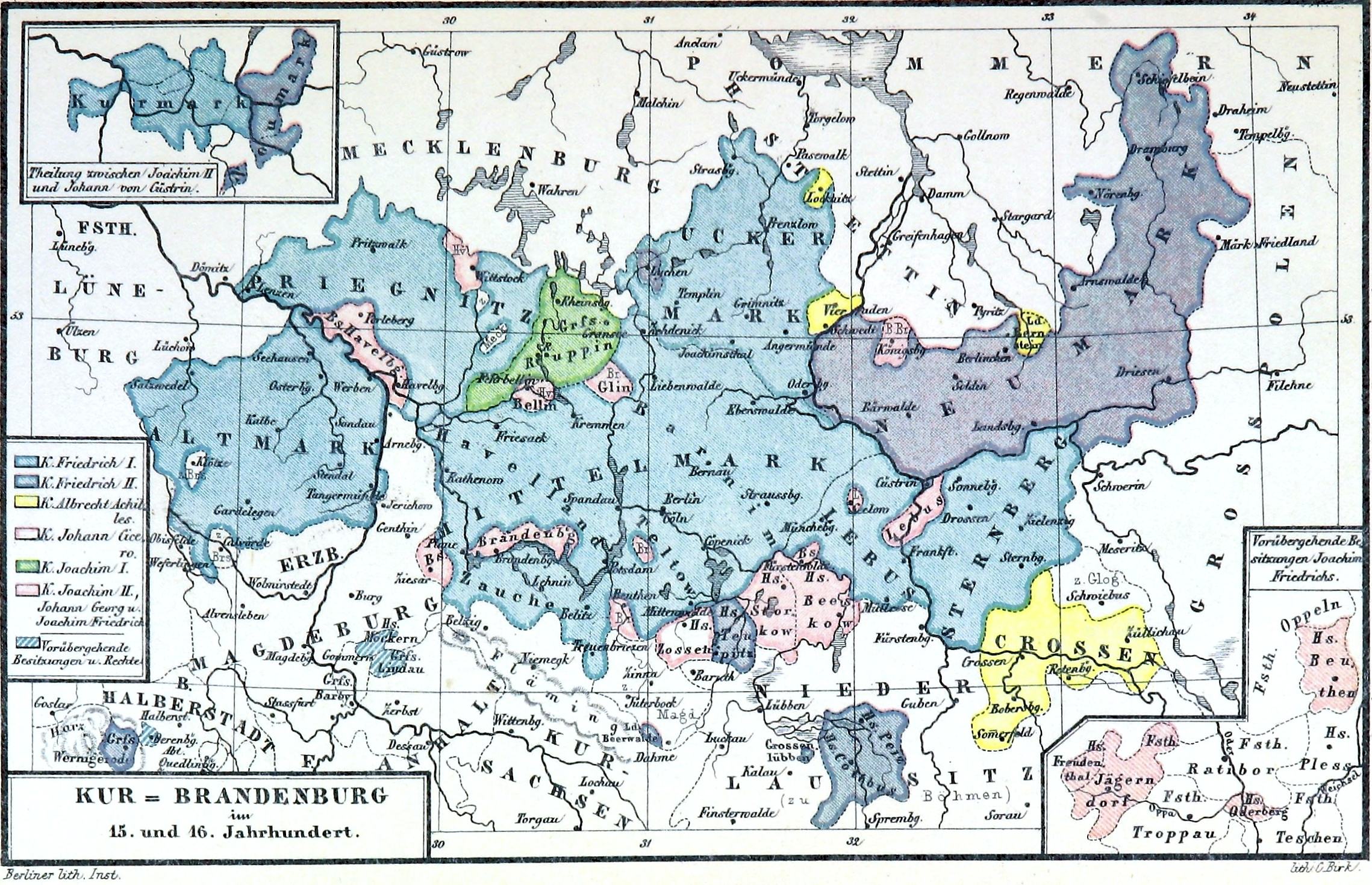
Podział Brandenburgii na regiony.

Tak, jak w przypadku podziału Marchii Brandenburskiej na prowincje, tak Brandenburgia jako kraina historyczna dzieli się na te same mniejsze regiony:
- Stara Marchia
- Marcha Bliższa (Prignitz)
- Marchia Środkowa (Średnia)
- Marchia Wkrzańska (Uckermark)
- Nowa Marchia
- Ziemia lubuska

## Historia
Brandenburgia pierwotnie była zasiedlona przez plemiona Słowian połabskich. W X wieku tereny te zostały podbite przez plemiona germańskie. W roku 948 król Otton I Wielki ustanowił niemiecką kontrolę nad, w większości słowiańskimi, mieszkańcami tych ziem i ustanowił biskupstwa w Havelbergu i Brandenburgu. Po śmierci Ottona I wybuchło powstanie Słowian, w wyniku którego Niemcy utracili wtedy znaczną część zdobytych terenów i zmuszeni byli wycofać się za Łabę. 
W połowie XII w. margrabia Marchii Północnej Albrecht Niedźwiedź z rodu Askańczyków walczył ze słowiańskim plemieniem Stodoran. W 1150 roku, w wyniku wieloletnich wypraw militarnych i innego rodzaju zabiegów, formalnie odziedziczył Brandenburgię po ostatnim władcy połabskim, Przybysławie. W walkach z księciem Jaksą z Kopanicy zdobył w 1157 ostatecznie stolicę Stodoran i utworzył Marchię Brandenburską. Nowo utworzone państwo było do 1320 dziedzicznym władztwem Askańczyków. Po śmierci tej dynastii, Brandenburgia na długo stała się przedmiotem sporów i wojen pomiędzy dynastiami Luksemburgów i Wittelsbachów. 
W XIII w. margrabiowie brandenburscy, korzystając z rozbicia dzielnicowego Polski, zajęli w latach 1249–1250 ziemię lubuską. Następnie posunęli się wzdłuż dolnej Warty, zajmując ziemie leżące wzdłuż Warty, Noteci, Drawy i Gwdy między Pomorzem Zachodnim a Wielkopolską. Na ziemiach tych założyli Nową Marchię (w odróżnieniu od Marchii Średniej, między Łabą i Odrą, oraz Marchii Starej, za Łabą). Margrabiowie prowadzili systematyczną kolonizację, zakładając nowe miasta (m.in. Berlin, Frankfurt nad Odrą) i wsie oraz ściągając osadników z Niemiec.
W latach 1373–1415 Brandenburgia wchodziła w skład krajów Korony Świętego Wacława.